# An Capoen
An Capoen (Roeselare, 20 september 1982) is een Belgisch Vlaams-nationalistische politica voor de Nieuw-Vlaamse Alliantie (N-VA).

## Levensloop
An Capoen studeerde in 2007 af in de geneeskunde en in 2012 in de pathologie aan de Katholieke Universiteit Leuven. Ze werd arts-specialist in de pathologie, eerst van 2007 tot 2012 in het UZ Leuven en sinds 2012 in het AZ St-Augustinus, sinds 2017 AZ West, van Veurne.
Bij de federale verkiezingen van 25 mei 2014 werd ze voor de N-VA verkozen als lid van de Kamer van volksvertegenwoordigers voor de kieskring West-Vlaanderen. In mei 2019 werd ze niet herkozen. Als parlementslid legde Capoen zich toe op gezondheidszorg, sociale zekerheid en buitenlands beleid. Na de federale verkiezingen van 9 juni 2024, waarbij ze opnieuw niet werd verkozen, werd Capoen door haar partij als gecoöpteerd senator afgevaardigd naar de Senaat. 
Bij de verkiezingen van oktober 2018 stond Capoen als lijstduwer op de N-VA-lijst in Brugge, maar ze werd niet verkozen tot gemeenteraadslid. Ook in oktober 2024 raakte ze niet verkozen in de gemeenteraad.
An Capoen is een dochter van voormalig Volksunie-senator Michel Capoen. Ze is moeder van twee kinderen.